# Новосергеевка (Новосильский район)
Новосерге́евка — упразднённая деревня в Новосильском районе Орловской области.

## Название
Деревня Новосергіевская (в просторечии Гагаринка) получила название от личного имени Сергий (возможно Сергея Сергеевича Гагарина), а пристака Ново- указывает на новое поселение. Второе название — от фамилии землевладельцев князей Гагариных.

## География
Располагалась на возвышенной части левого ручья-притока речки Верещаги. Находилась в 2 км от ближайшего посёлка Корьки и в 5 км от административного центра — Прудовского сельского Совета депутатов.

## История
Упоминается в Ревизских сказках за 1816 год с общей численностью крепостных крестьян 170 человек. Новосергеевка в разное время частями входила в разные приходы: Перестряжский (с. Перестряж) приход Косма-Дамиановской церкви, Прудовский (с. Пруды) — Николаевской церкви, Кириковский (с. Кириллово) — Кирико-Иулиттской церкви, Покровский (с. Голунь) — Покровской церкви. Не часто можно встретить, чтобы в одной деревне отмечали четыре престольных праздника. В списках населённых мест за 1859 год в деревне (при колодце и ручье) всех жителей числилось 257 человек и 26 дворов. В 1915 году насчитывалось 619 человек и 75 дворов. Имелась церковно-приходская школа.
В Советское время входила в состав колхоза «Россия» с центральной усадьбой в д. Мужиково.
Из-за отдалённости, плохих дорог и отсутствия социально-бытовых условий в начале 1980-х селение окончательно перестало существовать.

## Население
В 1859 году — 257 человек, в 1915—619.